# Марселин, Харви
Харви А. Марселин (англ. Harvey А. Marcelin; род. 21 мая 1938, Нью-Йорк, Нью-Йорк) — американский серийный убийца, жертвами которого стали 3 женщины в период между 18 апреля 1963 года и 3 марта 2022 года. Все преступления Марселина были совершены на территории города Нью-Йорк. Исключительность делу Марселину придает тот факт, что будучи приговоренным к пожизненному лишению свободы в 1963 году, он в последующие десятилетия в разные годы дважды умудрился получить условно-досрочное освобождение и выйти на свободу, но каждый раз после освобождения снова совершал убийства.

## Биография
Харви Марселин родился 21 мая 1938 года в Нью-Йорке. Был единственным ребенком в семье. Отец Харви работал клерком, а мать была швеей. В 1948 году отец Марселина умер, после чего его воспитанием занималась только мать. Марселин посещал детский сад и католическую школу, находившиеся под управлением церкви «Aloysius Catholic Church», расположенной в Гарлеме. По словам Харви, в школьные годы представители церкви подвергали его сексуальному насилию и другим издевательствам, что привело в итоге к его психическим, эмоциональным и поведенческим проблемам. Вследствие этого начиная с ранних подростковых лет Харви начал страдать сексуальными девиациями. По его собственному признанию, в 1951 году он впервые нарядился девочкой во время празднования Хеллоуина, после чего у него произошло нарушение гендерной идентичности и он начал половую жизнь, в том числе приобрел первый гомосексуальный опыт. В этот период его психическое состояние резко ухудшилось и он летом 1952 года был помещен в психиатрическую клинику для проведения экспертизы и назначения ему соответствующего курса лечения. В медицинских протоколах отмечалось, что на протяжении этого периода Марселин увлекался прогулами в школе, был замечен в воровстве, гетеросексуальной и гомосексуальной активности. После прохождения курса лечения, Марселин вернулся в школу, которую окончил в 1956 году, после чего начал вести маргинальный образ жизни. В 1957 году он был арестован за совершении кражи со взломом. Он был осужден и провел несколько месяцев в окружной тюрьме, отбывая назначенное ему уголовное наказание. После освобождения, в период с конца 1950-х по 1963 год Харви Марселин проживал вместе с матерью, имел трудности с трудоустройством и зачастую перебивался случайными заработками, увлекаясь наркотическими веществами  и периодически проходил курс лечения в психиатрических клиниках, однако по поводу  имеющихся у него психических заболеваний, психиатры к единому мнению так и не пришли. 9 апреля 1962 года Марселин добровольно явился в психиатрическую больницу «The Bellevue Psychopathic Hospital» и обратился за помощью. Он был выписан под опеку своей жены 16 апреля после недели госпитализации. На основании обследования, у Марселина были диагностированы признаки хронической шизофрении и клинического бреда.

## Убийство Жаклин Бондс
В начале 1960-х Марселин женился на девушке по имени Флоренс Джексон, однако брак не задался, вследствие чего Харви будучи женатым предпочитал заводить интимные отношения с другими девушками. В начале 1962 года он познакомился с 24-летней Жаклин Бондс, с которой у него вскоре начались интимные отношения. Однако девушка вскоре стала обвинять Марселина в агрессивном поведении по отношению к ней и осенью того же года прекратила отношения с ним, после чего Марселин начал преследовать Жаклин Бондс и подвергать ее сексуальным домогательствам, а также угрожать ей физической расправой в присутствии свидетелей. В марте 1963 года Марселин был арестован вместе с подругой Клементиной Бенифилд на территории Бруклина. Харви Марселину было предъявлено обвинение в попытке изнасилования, нападении второй степени и краже со взломом. Марселин утверждал, что во время совершения преступления с ними находилась Жаклин Бондс, которая в конечном итоге также была арестована, но в ходе расследования ее роль в совершении преступлений была признана незначительной, после чего ей было предложено в обмен на иммунитет от судебного преследования дать показания на судебном процессе против Харви Марселина и Жаклин Бондс в качестве свидетеля обвинения. Во время расследования Марселин был освобожден из-под стражи так как его мать заплатила в качестве залога деньги. 18 апреля 1963 года Марселин явился в квартиру Жаклин Бондс, где между ними произошла ссора, в ходе которой Харви застрелил девушку тремя выстрелами из пистолета 32-го калибра. После ареста, Марселин был снова этапирован в больницу «The Bellevue Psychopathic Hospital», где на протяжении нескольких недель проходил судебно-медицинскую экспертизу. Психиатрическое обследование , проведенное тремя врачами показало, что Марселин страдает шизоидной психопатией с социопатическими чертами, но абсолютно вменяем. На судебном процессе он был признан виновным в совершении убийства Жаклин Бондс и 18 ноября 1963 года получил в качестве уголовного наказания пожизненное лишение свободы с правом условно-досрочного освобождения. Впоследствии Харви Марселин заявил, что Жаклин Бондс была красивой и популярной в округе девушкой и он убил ее из-за ревности, так как был в нее влюблен и не хотел чтобы она досталась другим парням. После осуждения Марселин отбывал уголовное наказание в разных пенитенциарных учреждениях штата Нью-Йорк. В 1971 году Харви Марселин принимал участие в бунте на территории исправительного учреждения «Аттика». Бунт был одним из самых известных и значительных событий движения в защиту прав заключённых. Бунту предшествовало выдвижение заключёнными требований соблюдения их политических прав и улучшения условий жизни. Тюремный бунт вызвал общественный резонанс в США и привлек внимание СМИ со всей страны после того, как был жестоко подавлен полицией. После окончания бунта, ряд заключенных тюрьмы Аттика были переведены в другие тюрьмы, в том числе Харви Марселин, который в ноябре 1971 года дал интервью корреспондентам газет, в котором рассказал им о том, как развивались события в те дни и заявил, что участники бунта после перевода в другие тюрьмы подвергались издевательствам со стороны персонала охраны тюрьмы. В мае 1984 года, отбыв в заключении более 21 года, Харви Марселин получил условно-досрочное освобождение и вышел на свободу.

## Убийство Анны Миранды
После освобождения Марселин вернулся в Нью-Йорк, где нашел жилье в номере отеля «Cambridge Residence», расположенного в районе Гарлем. Из-за материальных трудностей Марселин после освобождения имел проблемы с трудоустройством и зарабатывал на жизнь  сдачей в аренду комнаты  в своем номере отеля.  В этот период Марселин много времени проводил на улице в обществе сутенеров и проституток, а также в обществе лиц, ведущих маргинальный образ жизни, страдающих алкоголизмом и наркотической зависимостью. В начале 1985 года он познакомился с 29-летней Анной Марией Лаурой Мирандой, которая вскоре стала его квартиранткой и сожительницей. Анна Миранда являлась наркоманкой и была замечена в занятии проституцией. 29 октября 1985 года Марселин в ходе ссоры зарезал Миранду, после чего расчленил труп, сложил его части в черные полиэтиленовые мешки для мусора и разбросал их в разных районах центрального парка на территории Манхеттена. После обнаружения останков Харви Марселин был арестован, так как был замечен утром 30 октября соседом Робертом Романо выносящим из отеля мешки, из которых капала кровь. После ареста в ходе недолгого расследования он полностью признал свою вину в совершении убийства Анны Миранды, но настаивал на том, что убил женщины во время самообороны. Во время допросов Марселин заявил, что зарезал женщину из-за того, что она перестала платить ему арендную плату и совершила несколько краж из его номера отеля, в том числе кражу флейты. Харви утверждал, что во время сожительства с женщиной не подвергал ее агрессии и проявлял о ней заботу, в то время как она часто уходила от него и по несколько дней проживала на улице, не объясняя ему причин своих поступков и не рассказывая ему о том, что с ней происходило за это время. Во время совершения убийства он нанес Миранде 33 удара ножом будучи в состоянии наркотического опьянения из-за употребления кокаина. Так как Марселин совершил преступление, его условно-досрочное освобождение было аннулировано и он был возвращен в тюрьму продолжать отбывать уголовное наказание в виде пожизненного лишения свободы. В 1986 году он был осужден за совершение убийства Анны Миранды, однако обвинение в совершении убийства 1-й степени было переквалифицировано на обвинение в непредумышленном убийстве, благодаря чему Харви Марселин получил в качестве уголовного наказания дополнительные 12 лет лишения свободы к своему пожизненному лишению свободы. Ему не было запрещено подавать ходатайства на условно-досрочные освобождение, вследствие чего в период с 1985 по 2019 год Марселин в общей сложности 15 раз подавал подобные ходатайства, но ему всегда было отказано из-за тяжести совершенных им деяний. В этот период Марселин по его собственному признанию, из-за нарушений гендерной идентичности стал транссексуалом. В 1993 году он в тюрьме познакомился с заключенным-трансгендером, который посоветовал ему начать принимать гормональную терапию премарином для того, чтобы его фигура приняла женские черты, после чего Марселин окончательно стал стремиться жить и функционировать как женщина. В 2019 году его 16-е по счету ходатайство было удовлетворено. Комиссия по условно-досрочному освобождению, учитывая его пожилой возраст, успешное прохождение различных реабилитационных программ, получение диплома об окончании университета по специальности компьютерные науки и технологии и письма от различных волонтерских организаций, которые обязывались в случае его освобождения дать ему жилье и обеспечить работой - признала его не представляющим опасности для общества, вследствие чего Харви Марселин получил условно-досрочное освобождение и вышел на свободу 7 августа 2019 года в возрасте 81 года, проведя в тюремном заключении с момента совершения убийства Жаклин Бондс почти 55 лет.

## Убийство Сьюзан Лейден
После повторного освобождения, 81-летний Харви Марселин снова вернулся в Нью-Йорк.  Будучи транссексуалом, Марселин позиционировал себя как женщину. Он поменял местами имя и фамилию, после чего представлялся окружающим как «Марселин Харви». В конце 2019 года на территории парка «Томпкинс-сквер» в районе «Ист-Виллидж» он познакомился с 65-летней лесбиянкой Сьюзан Лейден, которая на тот момент проживала в приюте для бездомных в Бруклине, основанном представителями сообщества «ЛГБТ». На момент знакомства с Марселином Сьюзан Лейден страдала психическим заболеванием и увлекалась наркотическими средствами, однако в прошлом была успешным предпринимателем и имела собственный ювелирный бизнес в городе Форт-Ли (штат Нью-Джерси), который бросила из-за ухудшения психического здоровья в конце 2010-х годов. После знакомства с Лейден Харви Марселин также получил место жительства в этом же приюте и между ними начались романтические отношения. Через несколько месяцев после знакомства Марселин и Лейден нашли  жилье на Манхеттене, которое оплачивали из своих доходов от различных социальных пособий. Несмотря на солидный возраст и длительное тюремное заключение, Марселин сумел быстро социально адаптироваться к жизни в обществе. Будучи уверенным пользователем «ПК», он завел аккаунты в популярных социальных сетях, в том числе в сети «Facebook», и начал вести активную общественную жизнь, проводя много свободного времени на улице, пытаясь знакомится с женщинами и заводить интимные отношения.  На своих аккаунтах в социальных сетях Марселин выкладывал свои фотографии в женском образе, с косметикой на лице и разными женскими париками на голове. В этот период близкими друзьями Харви Марселин стали еще две женщины, которые часто посещали его квартиру, где он проживал с Лейден. В конце февраля 2022 года  по версии следствия Харви Марселин зарезал Сьюзан Лейден и расчленил ее труп, части которого впоследствии разбросал  на разных улицах Нью-Йорка, расположенных на расстоянии нескольких кварталов от его квартиры. Обезглавленный торс Лейден был найден прохожим в корзине для покупок в нескольких кварталах от квартиры Марселин 3 марта, что побудило полицию допросить Харви в связи с ужасной находкой.
4 марта 2022 года Харви Марселин был арестован в своей квартире после того, как полиция в ходе обыска его квартиры обнаружила в ней, а также отрубленную голову Сьюзан Лейден, электропилу и окровавленные простыни. В ходе расследования полиция изучила видеозаписи камер видеонаблюдения, расположенных в подъезде многоквартирного дома, где проживали Марселин и Лейден. На видеозаписях было зафиксировано, что Сьюзан Лейден в последний раз была замечена живой 27 февраля входящей в подъезд дома, после чего на видеозаписях все последующие дни появлялся только лишь Харви Марселин, который вплоть до своего ареста передвигался вместе с сумочкой, которая принадлежала убитой женщине. Помимо этого полиция изучила видеозаписи, сделанные видеокамерами, установленных в магазинах, расположенных недалеко от квартиры Марселина, которые он часто посещал.  1 марта Марселин попал на записи камер видеонаблюдения в местном хозяйственном магазине, где он с неизвестной следствию женщиной приобрел электропилу, мешки для мусора и чистящие средства. На следующий день на видеозаписях, сделанных камерой видеонаблюдения в продуктовом магазине был замечен Марселин, который передвигался на скутере для инвалидов и пожилых людей, на сиденье которого лежало нечто, похожее на отрезанную человеческую ногу, которая была отчетливо заметна, когда Марселин встал со скутера чтобы посмотреть на товары. 30 марта 2022 году Марселину было предъявлено обвинение в совершении убийства, однако свою вину он не признал. Мотив совершения убийства полиции установить не удалось. Изучение аккаунтов Марселина в социальных сетях позволило установить, что переписка Харви с жертвой началась в 2019 году. В течение 2020-го и 2021-го года Марселин неоднократно использовал фотографии Лейден в качестве изображения своего профиля в социальных сетях. В октябре 2021 года, всего за несколько месяцев до убийства Сьюзан Лейден, Марселин назвал ее в переписке - «олицетворенной любовью». Полиция предположила, что чувства между Масрелин и Лейден не были взаимными и Сьюзан Лейден в действительности опасалась Марселина и хотела разорвать с ним отношения, что в свою очередь в дальнейшем могло стать мотивом для ее убийства. Так в ноябре 2020 года Марселин загрузил фотографию молодой блондинки в качестве основного фото своего профиля в сети «Facebook», личность которой не была установлена. Фотография негативно была прокомментирована Сьюзан Лейден, которая назвала Марселина сумасшедшим человеком, страдающим тяжелым психическим заболеванием.
После ареста Марселин дал интервью в окружной тюрьме корреспонденту газеты «New York Post», в ходе которого поведал детали своей биографии и свою версию событий, при которых была убита Сьюзан Лейден. Во время интервью Марселин признался в совершении убийств своих первых двух жертв, но категорически отказался признать себя виновным в совершении убийства Лейден. Согласно версии Харви Марселина, Лейден была убита одной из двух его близких знакомых женщин, которые часто посещали его квартиру, где он проживал вместе с Сьюзан. Марселин утверждал, что женщины испытывали к нему половое влечение и ревновали его к Сьюзан Лейден, однако он не ответил им взаимностью, после чего они, зная о его уголовном прошлом, в порыве ревности решили его подставить и зарезали Сьюзан Лейден в его квартире, пока он там отсутствовал. В ходе интервью Харви Марселин заявил, что страдает раздвоением личности, одна из которых периодически сменяет другую. Одну из своих идентичностей он характеризовал как женскую под именем Марселин Харви, которая испытывала половое влечение к женщинам, не представляла опасности для общества и проявляла заботу об окружающих, а вторую идентичность он характеризовал как мужскую под своим собственным именем Харви Марселин, которая страдала мизогинией, проявляла девиантное поведение и агрессию по отношению к девушкам и женщинам. Ряд из знакомых Харви подвергли сомнению его причастность к совершению убийства и последующему расчленению тела Сьюзан Лейден, так как по их свидетельствам вследствие пожилого возраста 83-летний Марселин на момент совершения убийства страдал мышечной слабостью, которая сопровождалась  уменьшением физических возможностей и нарушениями ходьбы, вследствие чего  он передвигался на скутере для инвалидов и пожилых людей и по их мнению не мог совершить убийство.
Судебный процесс по обвинению Марселина в совершения убийства Сьюзан Лейден открылся 1 марта 2024 года.